# Аалда, Марианн
Мариа́нн А́алда (англ. Mariann Aalda; 7 мая 1948, США) — американская актриса

, стендап-комедиантка, художник-постановщик, режиссёр и продюсер.

## Биография
Марианн Аалда родилась 7 мая 1948 года в США. Окончила Southern Illinois University.
Она известна своей ролью Диди Баннистер-Стоунер в мистической мыльной опере «На пороге ночи», в которой играла с 1981-го по 1984-й год.
Пережив рак матки, Аалда стала активистом для большей осведомлённости в молчаливых симптомах гинекологического рака, обращаясь к её собственному опыту в её комедийной карьере.

## Избранная фильмография
| Год       |    | Русское название                    | Оригинальное название             | Роль                        |
| --------- | -- | ----------------------------------- | --------------------------------- | --------------------------- |
| 1978      | ф  | Виз                                 | The Wiz                           | гостья на вечеринке тёти Эм |
| 1981—1984 | с  | На пороге ночи                      | The Edge of Night                 | Диди Баннистер-Стоунер      |
| 1988      | ф  | На пляже                            | Beaches                           | Продавщица билетов          |
| 1989—1990 | с  | Создавая женщину                    | Designing Women                   | Лита Форд                   |
| 1990      | ф  | Красотка                            | Pretty Woman                      | Продавщица                  |
| 1990—1991 | с  | Направляющий свет                   | Guiding Light                     | Грейс Баттлс                |
| 1994      | с  | Агентство моделей                   | Models Inc.                       | Джанет Джонсон              |
| 1995      | с  | Дела семейные                       | Family Matters                    | Лоис                        |
| 1996      | с  | Грейс в огне                        | Grace Under Fire                  | Студентка                   |
| 1996      | мс | Команда спасателей Капитана Планеты | Captain Planet and the Planeteers | Продавщица                  |
| 1998      | с  | Надежда Чикаго                      | Chicago Hope                      | Женщина                     |
| 1998—1999 | с  | Любовь и тайны Сансет Бич           | Sunset Beach                      | Лина Харт                   |
| 2003      | с  | Паркеры                             | The Parkers                       | Ханна Фостер                |
| 2013—2014 | с  | Чёрный список                       | The Blacklist                     | Рита Пенья / Мисс Уэмпон    |